# Juan Carlos Monedero
Juan Carlos Monedero Fernández-Gala (n. em Madrid em 12 de janeiro de 1963) é um politólogo e escritor espanhol, professor de Ciência Política na Universidade Complutense de Madrid.[carece de fontes?]

## Formação e trajectória académica
Monedero estudou economia, licenciando-se em ciências políticas e sociologia na Universidade Complutense de Madrid (UCM). Fez os seus estudos de doutoramento na Universidade de Heidelberg (Alemanha) entre 1989 e 1992, sob a direcção do politólogo Klaus von Beyme. A tese doutoral (Causas da dissolução da República Democrática Alemã. A ausência de legitimidade: 1949-1989) foi lida na UCM en 1996, com a qualificação Apto Cum Laude.[carece de fontes?]
É professor de Ciência Política na UCM desde 1992, onde desenvolve parte de seu labor de investigador e dá aulas relacionadas com as Instituições políticas, a Teoria do Estado, América Latina, o sistema político de Espanha e o processo de globalização. Foi professor convidado em várias universidades tanto europeias (Londres, Berlim) como latino-americanas (Argentina, México, Colômbia, Venezuela).

## Assessor e analista político
Ademais da sua tarefa docente e investigadora, Juan Carlos Monedero desempenhou funções de assessoria política. Foi assessor do político espanhol Gaspar Llamazares entre 2000 e 2005, durante a sua fase de coordenador geral da Izquierda Unida. Também foi assessor do governo venezuelano dirigido por Hugo Chávez entre 2005 e 2010, tanto directamente com o Presidente da República Bolivariana de Venezuela, como no Ministerio de Planificación ou no Centro Internacional Miranda (onde foi responsável de formação).
Colaborou em vários meios de comunicação, tanto de imprensa como televisão. Foi colunista em periódicos como o diário Público, articulista ocasional em El País e colaborador em programas de debate político como La Tuerka da Tele K e Fort Apache, apresentados por Pablo Iglesias. Na actualidade colabora no periódico La Marea, no CuartoPoder e no seu blog pessoal.

## Âmbito académico e prática política
Juan Carlos Monedero tem defendido criticamente a Revolução Bolivariana, enquadrada no Socialismo do século XXI. Sobre Chávez afirmou que, pela sua luta contra o neoliberalismo e o esforço em defesa da integração latino-americana, era "o último libertador de América Latina", e que o processo político na América Latina era exemplo para um mundo que está imerso em uma "crise sistémica capitalista". Após a morte de Chávez valorizou o significado da sua pessoa para romper a hegemonia dos Estados Unidos na América Latina e construir um processo de integração regional, criticando a posição interessada dos meios de comunicação numa tentativa de "guerra mediática".
É considerado próximo ao movimiento 15-M y alguns meios tem-no qualificado como «ideólogo» do mesmo, ainda que ele sustenha que a ninguém se pode atribuir tal condição. Tem opinado, sobre o movimento político e social do 15-M, que "é o melhor que aconteceu à democracia".
Em Janeiro de 2014, participa no projecto Podemos junto a outros intelectuais e activistas como Pablo Iglesias, para reunir as forças de esquerdas espanholas contra o vigente sistema financeiro e político europeu.

### Polémica e julgamento com o Partido Popular
Em 2003 o Partido Popular (PP) se querelou contra Juan Carlos Monedero por ser o promotor e proprietário do domínio de Internet noalaguerra.org. O sítio web mostrado em esse domínio, alojado em Nodo50, centrava-se na crítica do PP, então à frente do governo de Espanha, pela sua implicação no apoio à invasão do Iraque em 2003 e a posterior Guerra do Iraque. O PP considerou que parte dos conteúdos constituíam injurias e calunias contra o próprio partido e vários dirigentes, com afirmações do tipo «cúmplices de assassinato» em referencia aos deputados populares que haviam dado o seu apoio, em votação secreta, à participação espanhola na guerra do Iraque. A acusação pediu pena de cinco anos de prisão contra Monedero ou os desconhecidos responsáveis da página. Em sua defesa, Monedero argumentou que se havia limitado a financiar a iniciativa de alguns alunos e que o processo do PP atendia a motivos políticos por implicar-se contra a guerra no Iraque. Após negar-se a dar nomes de alunos, o PP continuou com o processo. A queixa seria retirada.  